# XXI Liga Andaluza de Futbol Americano
La XXI Liga Andaluza de Futbol Americano è la 21ª edizione del campionato di football americano, organizzato dalla FAFA.

## Squadre partecipanti
| Club                | Città                | Stadio | Sponsor ufficiale | Risultato nella stagione 2022 |
| ------------------- | -------------------- | ------ | ----------------- | ----------------------------- |
| Fuengirola Potros   | Fuengirola           |        |                   |                               |
| Granada Lions       | Granada              |        |                   |                               |
| Jerez Jaguars       | Jerez de la Frontera |        |                   |                               |
| Mairena Blue Devils | Palomares del Río    |        |                   |                               |
| Málaga Corsairs     | Malaga               |        |                   |                               |

## Stagione regolare

### Calendario

#### 1ª giornata
| 4 dicembre 2022, ore 12:00 | Jerez Jaguars | 13 – 34 referto | Málaga Corsairs |  |

#### 2ª giornata
| Fuengirola 11 dicembre 2022 | Fuengirola Potros | – referto | Granada Lions | Polideportivo Elola |

#### 3ª giornata
| Malaga 15 gennaio 2023 | Málaga Corsairs | – referto | Mairena Blue Devils | Football field JUVAL |

| Fuengirola 15 gennaio 2023 | Fuengirola Potros | – referto | Jerez Jaguars | Polideportivo Elola |

#### 4ª giornata
| Maracena 22 gennaio 2023 | Granada Lions | – referto | Málaga Corsairs | Ciudad Deportiva |

#### 5ª giornata
| 29 gennaio 2023 | Jerez Jaguars | – referto | Mairena Blue Devils |  |

#### 6ª giornata
| Fuengirola 5 febbraio 2022 | Fuengirola Potros | – referto | Málaga Corsairs | Polideportivo Elola |

#### 7ª giornata
| Mairena del Aljarafe 12 febbraio 2023 | Mairena Blue Devils | – referto | Granada Lions | Estadio de Futbol Municipal Francisco Castilla Romero |

#### 8ª giornata
| Mairena del Aljarafe 26 febbraio 2023 | Mairena Blue Devils | – referto | Jerez Jaguars | Estadio de Futbol Municipal Francisco Castilla Romero |

#### 9ª giornata
| Malaga 5 marzo 2023 | Málaga Corsairs | – referto | Fuengirola Potros | Football field JUVAL |

#### 10ª giornata
| 19 marzo 2023 | Jerez Jaguars | – referto | Granada Lions |  |

#### 11ª giornata
| Malaga 26 marzo 2023 | Málaga Corsairs | – referto | Jerez Jaguars | Football field JUVAL |

| Mairena del Aljarafe 26 marzo 2023 | Mairena Blue Devils | – referto | Fuengirola Potros | Estadio de Futbol Municipal Francisco Castilla Romero |

#### 12ª giornata
| Maracena 2 aprile 2023 | Granada Lions | – referto | Mairena Blue Devils | Ciudad Deportiva |

#### 13ª giornata
| Maracena 15 aprile 2023 | Granada Lions | – referto | Fuengirola Potros | Ciudad Deportiva |

### Classifica
La classifica della regular season è la seguente:
- PCT = percentuale di vittorie, G = partite giocate, V = partite vinte,  P = partite perse, PF = punti fatti, PS = punti subiti

| Pos. | Squadra             | PCT   | G | V | N | P | PF | PS |
| ---- | ------------------- | ----- | - | - | - | - | -- | -- |
| 1    | Málaga Corsairs     | 1.000 | 1 | 1 | 0 | 0 | 34 | 13 |
| 2    | Fuengirola Potros   | .000  | 0 | 0 | 0 | 0 | 0  | 0  |
| 3    | Granada Lions       | .000  | 0 | 0 | 0 | 0 | 0  | 0  |
| 4    | Mairena Blue Devils | .000  | 0 | 0 | 0 | 0 | 0  | 0  |
| 5    | Jerez Jaguars       | .000  | 1 | 0 | 0 | 1 | 13 | 34 |

## Playoff

### Tabellone
|  | Semifinali | Semifinali | Semifinali |  |  | XXI Final | XXI Final | XXI Final |  |
|  |            |            |            |  |  |           |           |           |  |
|  | 1          | TBD        |            |  |  |           |           |           |  |
|  | 1          | TBD        |            |  |  |           |           |           |  |
|  | 3          | TBD        |            |  |  |           |           |           |  |
|  | 3          | TBD        | TBD        |  |  |           |           |           |  |
|  |            |            |            |  |  |           |           |           |  |
|  |            |            | TBD        |  |  |           |           |           |  |
|  | 2          | TBD        |            |  |  |           |           |           |  |
|  | 2          | TBD        |            |  |  |           |           |           |  |
|  | 4          | TBD        |            |  |  |           |           |           |  |

### Semifinali
| 2023 | TBD | – | TBD |  |

| 2023 | TBD | – | TBD |  |

### XXI Final de la LAFA
| 2023 | TBD | – | TBD |  |